# Liste von Söhnen und Töchtern der Stadt Mindelheim
Die folgenden Personen wurden in Mindelheim geboren. Ob sie ihren späteren Wirkungskreis in Mindelheim hatten, ist in dieser Aufstellung, die im Übrigen keinen Anspruch auf Vollständigkeit erhebt, nicht berücksichtigt.

## A
- Xaver Abt (1874–1949), deutscher Bildhauer
- David Aichler (1545–1596), Theologe, Abt des Klosters Andechs[1]
- Johann Altenstaig (* um 1480; gestorben nach 1524), Humanist und Theologe
- Hermann Angerer (1875–1958), Ingenieur und Reichsbahndirektionspräsident

## B
- Ernst Bach (1899–1944), Gynäkologe, Hochschullehrer und SA-Führer
- Max Beringer (1886–1961), Maler und Grafiker
- Elke Mascha Blankenburg (1943–2013), Kirchenmusikerin
- Elisabeth Böhm (1921–2012), Architektin
- Joachim Böhm (1949–2002), Mikrobiologe
- Engelbert Maximilian Buxbaum (1934–2019), römisch-katholischer Geistlicher

## D
- Johann Demmler (1834–1902), geboren in Nassenbeuren, Politiker, Mitglied der Bayerischen Kammer der Abgeordneten

## E
- Wilhelm Eiselin (1564–1588), Seliger Prämonstratenserchorherr

## F
- Karl Feldmeyer (1938–2016), langjähriger Parlaments-Korrespondent der FAZ
- Georg von Frundsberg (1473–1528), Ritter und Feldherr („Vater der Landsknechte“)

## G
- Karl Ganser (1937–2022), Geograph und Stadtplaner
- Franz Anton Germiller (1682–1750), Maler des Barock
- Alexander Grünwald (* 1954), Keyboarder der Band Münchener Freiheit

## H
- Werner Hartmann (* 1959), Leichtathlet, Deutscher Meister im Diskuswurf
- David Herold (* 2003), Fußballspieler
- Ignaz Hillenbrand (1690–1772), geboren in Mindelau, Bildhauer und Plastiker
- Jacob Hochbrucker (1673–1763), Harfenist, Zupfinstrumentenbauer, Geigenbauer und Lautenmacher
- Alex Hofmann (* 1980), Motorradrennfahrer
- Erwin Holzbaur (1927–2010), Kunstmaler
- Franz Xaver Holzbaur (1845–1912), Kirchenmaler
- Johann Hörmann (1651–1699), Jesuit und Kunstschreiner
- Karl Hurle (* 1939), Agrarwissenschaftler

## J
- Nadine Joachim (* 1975), Karateka
- Helga Jung (* 1961), Vorstandsmitglied der Allianz SE

## K
- Franz Xaver Kleinheinz (1765–1832), geboren in Nassenbeuren, Komponist, Klavierpädagoge und Kapellmeister
- Konstantin Kohler (1939–2023), Geistlicher
- Angelika Kratzer, Linguistin
- Franz Kreuzer (1819–1872), in Galgen geborener Xylograph und Maler
- Peter Kulitz (* 1952), Wirtschaftsjurist, Unternehmer und Verbandsfunktionär

## L
- Franz Xaver Lederle (* 1931), Fotograf und Kameramann

## M
- Reiner Maurer (* 1960), Fußballspieler und -trainer
- Karl Mayr (1883–1945), Offizier und Politiker (SPD)
- Arthur Maximilian Miller (1901–1992), Schriftsteller
- Karl Millner (1825–1895), Landschaftsmaler

## P
- Katja Poensgen (* 1976), Motorradrennfahrerin
- Oliver Pongratz (* 1973), Badmintonspieler
- Stephan Pütz (* 1987), Mixed-Martial-Arts-Kämpfer

## R
- Julian Rauchfuss (* 1994), Skirennläufer
- Hannes Reckziegel (* um 1993), Koch
- Jochen Reimer (* 1985), Eishockeytorhüter
- Patrick Reimer (* 1982), Eishockeyspieler
- Adam Reusner (auch Reißner, Reissner, Reisner, Renssner; 1496–1582 (genaues Datum unbekannt)), deutscher Mystiker und Dichter

## S
- Alfons Satzger (1899–1978), geboren in Unterauerbach, Theologe
- Wilhelm Schallmayer (1857–1919), Arzt und Vorkämpfer der Eugenik
- Markus Schick (* 1962), Ministerialbeamter
- Alois August von Schilcher (1802–1877), Regierungspräsident von Niederbayern
- Max August von Schilcher (1794–1872), bayerischer Staatsmann
- Antonie Schneider (* 1954), Schriftstellerin
- Joseph Schorer (1894–1946), Fotograf
- Jeremias Schröder (* 1964), Benediktiner und Abtprimas
- Hermann Schwab von Mindelheim (um 1360–1420), Augustiner, Theologe, Weihbischof von Prag, Gegner Johann Wyclifs
- Hans Schwaier (* 1964), Tennisspieler
- Johann Michael Steiner (1746–1808), Geistlicher und Schulrat
- Franz Xaver Striebel (1821–1871), Genre- und Historienmaler

## Z
- Ernst Anton Zündt (1819–1897), Schriftsteller und Redakteur